# Abdoul Guiebre
Abdoul Razack Guiebre (Bobo-Dioulasso, 17 de julio de 1997) es un futbolista burkinés. Juega de delantero y su equipo es el Ascoli Calcio 1898 FC de la Serie C de Italia. Es internacional absoluto por la selección de Burkina Faso desde 2022.

## Trayectoria
Guiebre migró con su familia a Italia a los 3 años de edad, y desde niño comenzó a jugar fútbol en categorías inferiores de clubes locales. Comenzó su carrera como adulto en el Rimini de la Eccellenza, donde formó parte del meteórico ascenso a la Serie C.
Tras pasos por el F. C. Rieti y el S. S. Monopoli de la tercera categoría, fichó por el Modena F. C. de la Serie B en agosto de 2022. El club lo cedió a la A. C. Reggiana en su primer año y a la S. S. C. Bari en el tramo final del segundo.

## Selección nacional
Debutó con la selección de Burkina Faso el 24 de marzo de 2022 ante Kosovo.

## Clubes
| Club                     | País   | Año           |
| ------------------------ | ------ | ------------- |
| Rimini F. C.             | Italia | 2016-2019     |
| F. C. Rieti              | Italia | 2019-2020     |
| S. S. Monopoli           | Italia | 2020-2022     |
| Modena F. C.             | Italia | 2022-presente |
| A. C. Reggiana (cedido)  | Italia | 2022-2023     |
| S. S. C. Bari (cedido)   | Italia | 2024          |
| SEF Torres 1903 (cedido) | Italia | 2024-2025     |
| Ascoli Calcio 1898 FC    | Italia | 2025-presente |

## Palmarés

### Títulos nacionales
| Título  | Club                | País   | Año  |
| ------- | ------------------- | ------ | ---- |
| Serie D | Rimini F. C.        | Italia | 2018 |
| Serie C | A. C. Reggiana 1919 | Italia | 2023 |